# Didier van Eyll
 (décembre 2024).
Si vous disposez d'ouvrages ou d'articles de référence ou si vous connaissez des sites web de qualité traitant du thème abordé ici, merci de compléter l'article en donnant les références utiles à sa vérifiabilité et en les liant à la section « Notes et références ».
Pour les autres membres de la famille, voir Famille van Eyll.
Didier van Eyll, né le 26 septembre 1943 à Les Waleffes (Faimes), est un homme politique belge francophone, membre du Front démocratique des francophones.

## Biographie
Didier van Eyll, né le 26 septembre 1943, est le fils du baron Adrien van Eyll (1907-1985) et de Geneviève Woot de Trixhe (1919-2000).
Il est licencié en philosophie et lettres. Professeur à l'Institut Saint-Louis (Bruxelles), il en est directeur de 1985 à 1992. Il est membre de la Commission nationale du Pacte scolaire de 1974 à 1982.
Il fonde le Centre culturel d'Etterbeek (Espace Léopold Senghor), dont il assure la présidence.
Il se lance dans une carrière politique et devient conseiller de l'agglomération bruxelloise en 1972, puis premier échevin d'Etterbeek en 1976.
Il est élu député à la Chambre des représentants en 1980, puis député de la Région de Bruxelles-Capitale en 1989 (puis de la Communauté française à partir de 1995). Il est secrétaire du Parlement de la Communauté française.
De 1991 à 1995, il est Secrétaire d'État de la Région bruxelloise dans le Gouvernement Picqué I.

## Mandats et fonctions
- 1972-1989 : Conseiller de l'agglomération bruxelloise
- 1974-1982 : membre de la Commission nationale du Pacte scolaire
- 1976-1989 : Premier échevin d'Etterbeek puis de 2001 à 2013
- 1980-1981 : Membre de la Chambre des représentants
- 1981-1989, 2000- : Président du Centre culturel d'Etterbeek (Espace Léopold Senghor)
- 1989-2004 : Député de la Région de Bruxelles et aussi de la Communauté Wallonie-Bruxelles à partir de 1995
  - Secrétaire du Parlement de la Communauté française
- 1991-1995 : Secrétaire d'État de la Région bruxelloise
- 2001-2013 : Premier échevin d'Etterbeek